# Pyramica fridericimuelleri
Pyramica fridericimuelleri är en myrart som först beskrevs av Auguste-Henri Forel 1886.  Pyramica fridericimuelleri ingår i släktet Pyramica och familjen myror. Inga underarter finns listade i Catalogue of Life.

## Bildgalleri